# Feyenoord Rotterdam (féminines)
Maillots
Le Feyenoord Vrouwen est une équipe féminine de football basée à Rotterdam aux Pays-Bas, créée en 2021.

## Histoire
En 2017, le Feyenoord Rotterdam  annonce son intention de jouer en Eredivisie féminine avec une équipe féminine de football. Le club commence à créer une académie de football féminin pour repérer les premiers talents de la région. L'ancienne internationale Manon Melis a joué un rôle important dans la construction du football féminin au sein du club. En 2019, le Feyenoord  rejoint la division des U23 avec une équipe, c'est la première étape vers une équipe féminine de football compétitive en Eredivisie. Le mercredi 31 mars 2021, il a été annoncé que Feyenoord participerait à l'Eredivisie féminine pour la première fois à partir de la saison 2021-2022. Danny Mulder, entraîneur des U23 a été annoncé comme entraîneur de l'équipe le 3 mai 2021.
L'équipe féminine de Feyenoord commence à préparer sa première saison en Eredivisie féminine le 12 juillet 2021 avec une séance d'entraînement à Varkenoord. L'équipe dispute son premier match contre le Standard Liège le 24 juillet 2021. Le match amical s'est terminé sur le score de 1-0, après que July Schneijderberg a marqué le premier but de l'équipe. Le 29 août 2021, les féminines du Feyenoord disputent leur premier match officiel en Eredivisie féminine contre ADO La Haye. Ce match s'est soldé par un match nul 1-1. Sophie Cobussen marque le premier but officiel pour Feyenoord. Après cela, la première partie de la compétition s'est étonnamment bien déroulée et après sept journées, Feyenoord était le leader de l'Eredivisie pour la première fois. A mi-parcours de la première saison, l'équipe occupait la quatrième place du classement avec 22 points en 13 matches, dont des victoires surprenantes contre l'Ajax (4-1) et le PSV (2-1). À la fin de sa première saison dans l'élite le club termine à la 5e place.

## Rivalité
Feyenoord dispute le Klassieker face à l'Ajax Amsterdam.